# Zec Boullé
Pour les articles homonymes, voir Boullé.
La Zec Boullé est une zone d'exploitation contrôlée située dans le territoire non organisé de Lac-Matawin, dans la municipalité régionale de comté (MRC) Matawinie, dans la région administrative de Lanaudière, au Québec, au Canada. Les principales activités économiques du territoire sont la foresterie et les activités récréotouristiques.

## Géographie
La Zec Boullé est située au nord-ouest de la Zec Collin, dans le territoire non organisé du Lac-Matawin. Le territoire de la Zec est bordé à l'ouest par la Réserve faunique Rouge-Matawin. Ce territoire est entièrement boisé. Annuellement, la surface des plans d'eau est généralement gelée de novembre à avril.
La Zec est située au nord de Saint-Michel-des-Saints, au 43e km du chemin Manawan, à moins de 2 1/2 heures de Montréal. Ce territoire de 638 km2 compte plus de 150 plans d'eau dont la plupart sont visités pour la pêche sportive. La majorité de ces plans d'eau sont accessibles en VTT, dont plusieurs accessibles en camion. Plus de 80 lacs contiennent de la truite mouchetée et 3 autres de la truite moulac. On y compte également 44 lacs à brochets, 15 lacs à dorés et 22 lacs à perchaudes.
En plus de la chasse et de la pêche, la zec offre différents services, soit : l'hébergement, le camping, la randonnée pédestre, les sentiers de vtt, le canot camping, la cueillette de petits fruits, etc. De plus, de nombreux cours d'eau, rivières et ruisseaux sillonnent ce territoire. Les chutes à Diane situées sur le ruisseau Boiret valent le détour.

## Toponymie
Le terme "Boullé" identifie une zone d'exploitation contrôlée (ZEC), un canton, un lac et une rivière qui se situent sur le territoire de la zec Boullé, dans la région de Lanaudière. L'anthroponyme Boullé honore la mémoire d'Hélène Boullé (1598-1654), épouse du fondateur de Québec, Samuel de Champlain. Mariée à l'âge de douze ans, elle demeura chez ses parents pendant encore une décennie, puis vint résider à Québec avec son mari, de 1620 à 1624. Après la mort de Samuel de Champlain, diverses affaires l'ont retenues avant qu'elle ne puisse entrer au monastère des Ursulines de Paris. Puis, elle a quitté ce monastère pour fonder celui de Meaux.
Le toponyme Zec Boullé a été inscrit le 5 août 1982 à la Banque des noms de lieux de la Commission de toponymie du Québec.